# Школи-інтернати для дітей корінних народів Канади

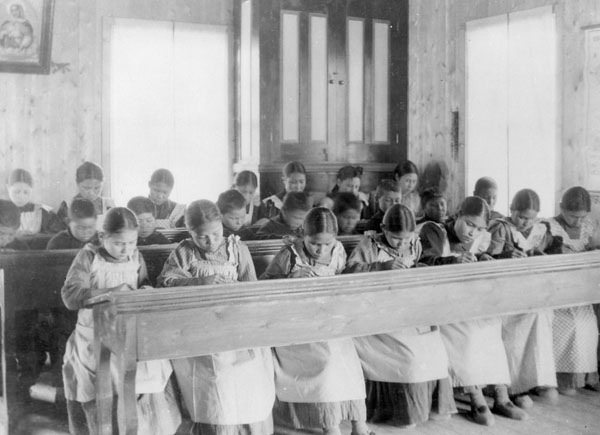
Уроки в римо-католицькій індіанський школі-інтернаті у Форт-Резолюшні, Північно-Західні території.

Школи-інтернати для дітей корінних народів Канади — система шкіл-інтернатів для дітей інуїтів, метисів та інших корінних народів Канади, якою займалися в 1831—1998 роках католицька церкви та уряд Канади. Їхньою декларативною метою була асиміляція корінного населення до культури європейських колонізаторів. Дітей забирали в батьків примусово. В школах дітям забороняли використовувати рідні мови та звичаї, були також численні зловживання. За весь час існування системи через її школи пройшли 150 тисяч осіб, близько 6 тисяч дітей померли під час перебування у цих закладах, при чому дані щодо смертності є неповними.